# Desulfitobacterium frappieri
Desulfitobacterium frappieri è una specie di batterio appartenente alla famiglia delle Peptococcaceae.